# سیمونه لو فاسو
سیمونه لو فاسو (ایتالیایی: Simone Lo Faso؛ زادهٔ ۱۸ فوریهٔ ۱۹۹۸) بازیکن فوتبال فوتبال اهل ایتالیا است.

## باشگاهی
از باشگاه‌هایی که در آن بازی کرده‌است می‌توان به پالرمو و فیورنتینا اشاره کرد.